# Recorte (numismática)

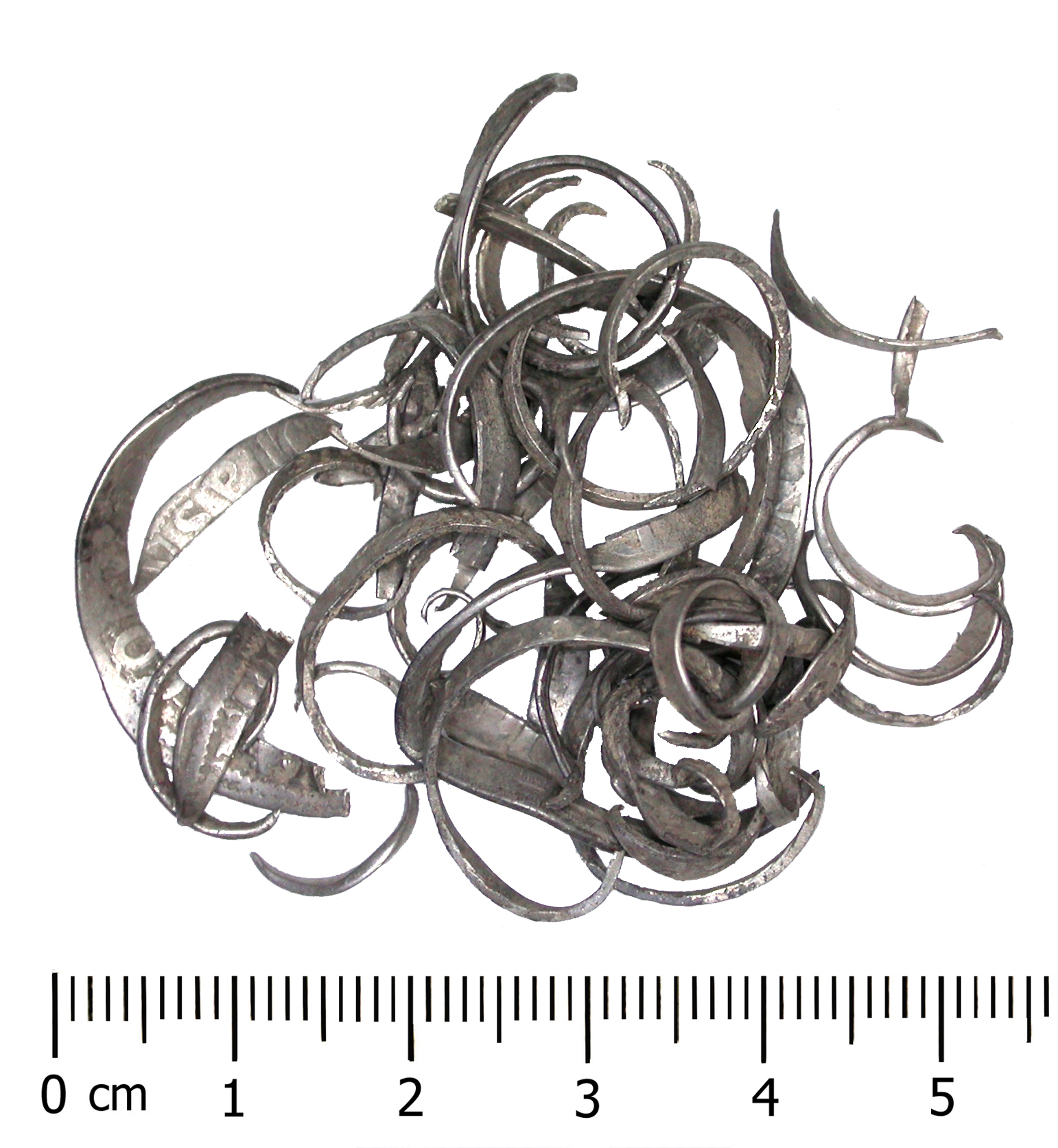
Tesoro de recortes de monedas de los siglos y.

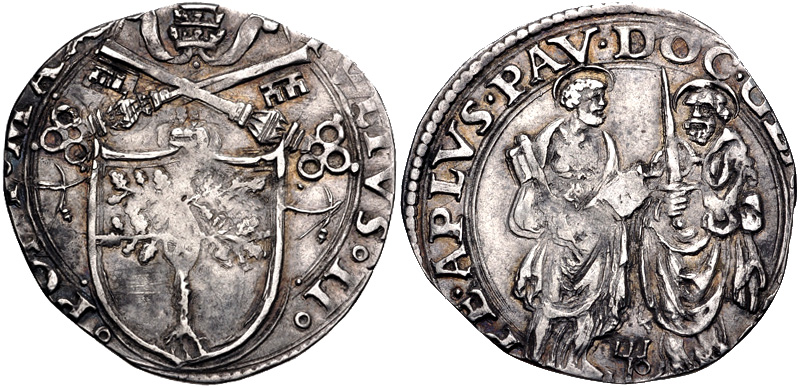
Un julio recortado del papa Julio II.

El recorte en sentido estricto es una reducción del peso de las monedas de metal precioso, con fines fraudulentos, en su mayoría medievales.
Este tipo de envilecimiento físico de la moneda puede realizarse extrayendo pequeños fragmentos de una moneda, generalmente de los bordes, para recuperar el metal precioso, que puede hacerse cortando el canto de la moneda con unas tijeras o sacudiendo las monedas en una bolsa y recogiendo el polvo que se desprende. En un sentido más amplio, el limado del canto de la moneda y la perforación de monedas también constan como extracción ilegal de metales preciosos.

## Historia
Bajo el Antiguo Régimen, y en general en toda Europa, el recorte constituía un delito tan punible como la falsificación y, por tanto, se castigaba con la pena de muerte. Este fue el caso, por ejemplo, de Thomas Rogers y Anne Rogers, condenados en Londres el 15 de octubre de 1690 por recortar cuarenta monedas de plata y ejecutados. Este delito era considerado como de alta traición. Thomas fue ahorcado, arrastrado y descuartizado y después su cuerpo, quemado) y su esposa Anne fue quemada viva en la hoguera.
El hecho de que las monedas se acuñaran a martillo hasta el siglo XVII dificultó aún más la trazabilidad de estas prácticas ya que las monedas acuñadas así solían tener contornos irregulares. Sin embargo, a partir del siglo XIII, algunas monedas (en Francia e Inglaterra) presentaban motivos, como una cruz, que se extendían más allá de cada cara de la moneda, con el fin de limitar el recorte.
La acuñación a volante permitió producir acuñaciones regulares. A partir de entonces, fue más fácil evidenciar estos fraudes. Para ello, los maestros grabadores dibujaban resaltes o listeles en el canto de los troqueles de las monedas.
El grabado del canto de las monedas o medallas, también se utilizaba como otra técnica antifraude. El origen del estriado del canto se atribuye a Isaac Newton en 1699. Todas estas protecciones permitió reconocer el deterioro fraudulento de forma rápida y fiable.
|                 |
| Silicua intacta |

|                                |
| Silicua parcialmente recortada |

|                               |
| Silicua fuertemente recortada |